# Globicornis breviclavis
Globicornis breviclavis is een keversoort uit de familie spektorren (Dermestidae). De wetenschappelijke naam van de soort werd in 1878 gepubliceerd door Edmund Reitter in Schneider & Leder.